# Ceratoconus setipennis
Ceratoconus setipennis är en tvåvingeart som beskrevs av Borgmeier 1928. Ceratoconus setipennis ingår i släktet Ceratoconus och familjen puckelflugor. Inga underarter finns listade i Catalogue of Life.